# Josef Steiner (Theologe)
Josef Steiner (* 19. August 1945 in Prägraten, Osttirol) ist ein österreichischer römisch-katholischer Theologe und Pastoralreferent.

## Leben
Josef Steiner studierte Philosophie und Theologie in Innsbruck und promovierte 1974 bei Hans Bernhard Meyer in Liturgiewissenschaft mit einer Arbeit über ein liturgiehistorisches Thema. Ab 1975 arbeitete er für die Erzdiözese München und Freising.
Er engagierte sich als Pastoralreferent – zuletzt als Leiter des dafür zuständigen „Fachbereichs Sakramentenpastoral, Gemeindekatechese und ehrenamtliche Laiendienste“ – besonders für die Fortbildung von ehrenamtlichen Mitarbeitern in den liturgischen Diensten, wie Lektoren, Kommunionhelfern und Wortgottesdienstleitern. Er konzipierte und veröffentlichte Modelle der Sakramentenvorbereitung und Gemeindekatechese, die auch über die Grenzen des Erzbistums hinaus wichtige Impulse für die konkrete Umsetzung der Anliegen des Zweiten Vatikanischen Konzils gaben.
Seit 2011 ist er im Ruhestand. Zurzeit engagiert er sich mit Georg Sporschill in Wien bei dessen Bibelschule sowie bei "Bimail".

## Werke (Auswahl)

### Publikationen in Buchform
- Josef Steiner, Ein Modell aufklärerischer Liturgiereform. Der Beitrag Vitus Anton Winters zur Erneuerung katholischen Liturgie, Innsbruck 1974, zugleich Hochschulschrift, Innsbruck, kath. – theol. Diss. 29. Juni 1974.
- Hans Bernhard Meyer SJ. Josef Steiner Einzelbeichte, Generalabsolution, Bußgottesdienst. Sinn und Praxis der neuen Bußordnung, Innsbruck, Wien, München 1975.
- Josef Steiner, Auf die Kommunion vorbereiten. Einführungsbuch für die Hand der Eltern, Kommunionhelfer, Seelsorger, Freiburg im Breisgau 1977, 2. Aufl. 1979, 3. Aufl. 1981, 5. Aufl. 1988, 6. Aufl. 1991, ISBN 3-451-17990-3.
- Josef Steiner, Meine Vorbereitung auf die Kommunion. Kommunionalbum – Freiburg im Breisgau 1977, 2. Aufl. 1979, 3. Aufl. 1980, 4. Aufl. 1982, 5. Aufl. 1983,  7. Aufl. 1987, 8. Aufl. 1989, 10. Aufl. 1994,      ISBN 3-451-18010-3.
- Rupert Feneberg (Autor), Wolfgang Feneberg (Autor), Josef Steiner (Autor und Hrsg.), Die Messe mitfeiern. Wege, das Geheimnis neu zu erfahren, Freiburg im Breisgau, Basel, Wien 1979, 2. Aufl. 1980, ISBN 3-451-18293-9.
- Rupert Feneberg (Autor), Wolfgang Feneberg (Autor), Josef Steiner (Autor und Hrsg.), Gemeindekatechismus, Freiburg im Breisgau, Basel, Wien:
  - Rupert Feneberg (Autor), Wolfgang Feneberg (Autor), Josef Steiner (Autor und Hrsg.), Wenn wir beten: Vater unser (= Gemeindekatechismus, Teil 1), Freiburg im Breisgau 1981, ISBN 3-451-19428-7
  - Rupert Feneberg (Autor), Wolfgang Feneberg (Autor), Josef Steiner (Autor und Hrsg.), Wenn wir hören: Ich bin dein Gott. Das Zehnwort vom Sinai (= Gemeindekatechismus, Teil 2), Freiburg im Breisgau 1983. ISBN 3-451-19610-7.
- Josef Steiner, Gemeinde entdecken. Neue pastorale Wege, München 1988, ISBN 3-7698-0606-9.

### Beiträge in Sammelwerken (in Auswahl)
- Josef Steiner, in: Hubert Brosseder (Hrsg.): Josef (= Gestalten des Alten Testaments in Erwachsenenbildung, Predigt und Unterricht). München 1996, ISBN 978-3-87904-202-9.

### Artikel in Zeitschriften (in Auswahl)
- Aus dem Mund der Kinder und Säuglinge schaffst du dir Lob, in: „Diakon Anianus“, Ständige Diakone der Erzdiözese München und Freising (Hrsg.), Nr. 43, Heft 7, 2007. (in Auszügen online verfügbar[1])
- zusammen mit Monika Mehringer (Autorin), Einführung in das Heft "Himmel" – Bibeltheologische Gedanken. Die Schöpfung Gottes; Der Hofstaat Gottes; Die Quelle wunderbarer und lebensnotwendiger Dinge; Das Ziel des Menschen; Das Paradies und der Garten Eden, in: Religionspädagogische Praxis, 32. Jahrgang, 2009, Heft 4, Vom Himmel und vom Himmelreich.
- Im Gebet und im Gespräch. Zweiter Fastensonntag – 28. Februar 2010, in: Der Prediger und Katechet, 149. Jahrgang, 2010, Heft 2,.
- Weisungen zu einem glückenden Leben. Sechster Sonntag – 13. Februar 2011, in: Der Prediger und Katechet, 150. Jahrgang, 2011, Heft 2, Seiten 183–185.
- Regeln für das Zusammenleben. Dreiundzwanzigster Sonntag – 04. September 2011, in: Der Prediger und Katechet, 150. Jahrgang, 2011, Heft 5, Seiten 664–666.
- Das Gute zur Entfaltung kommen lassen (Lk 13, 1-9). Dritter Fastensonntag – 03. März 2013, in: Der Prediger und Katechet, 152. Jahrgang, 2013, Heft 2, Seiten 214–216.

### Predigten und Vorträge (in Auswahl)
- Josef Steiner, Was würde Paulus den Gemeinden heute schreiben? Geistlicher Impuls während Pontifikalvesper in der Basilika St. Bonifaz zum 80. Geburtstag von Altabt Dr. Odilo Lechner, 25. Januar 2011 in München.[2]

### Texte für den liturgischen Gebrauch und praktische Anregungen (in Auswahl)
- Josef Steiner, Zehn Tipps für Eltern. Das sollten Sie bei der Erstkommunion Ihres Kindes beherzigen[3]